# Liste der Auslandsvertretungen Mikronesiens

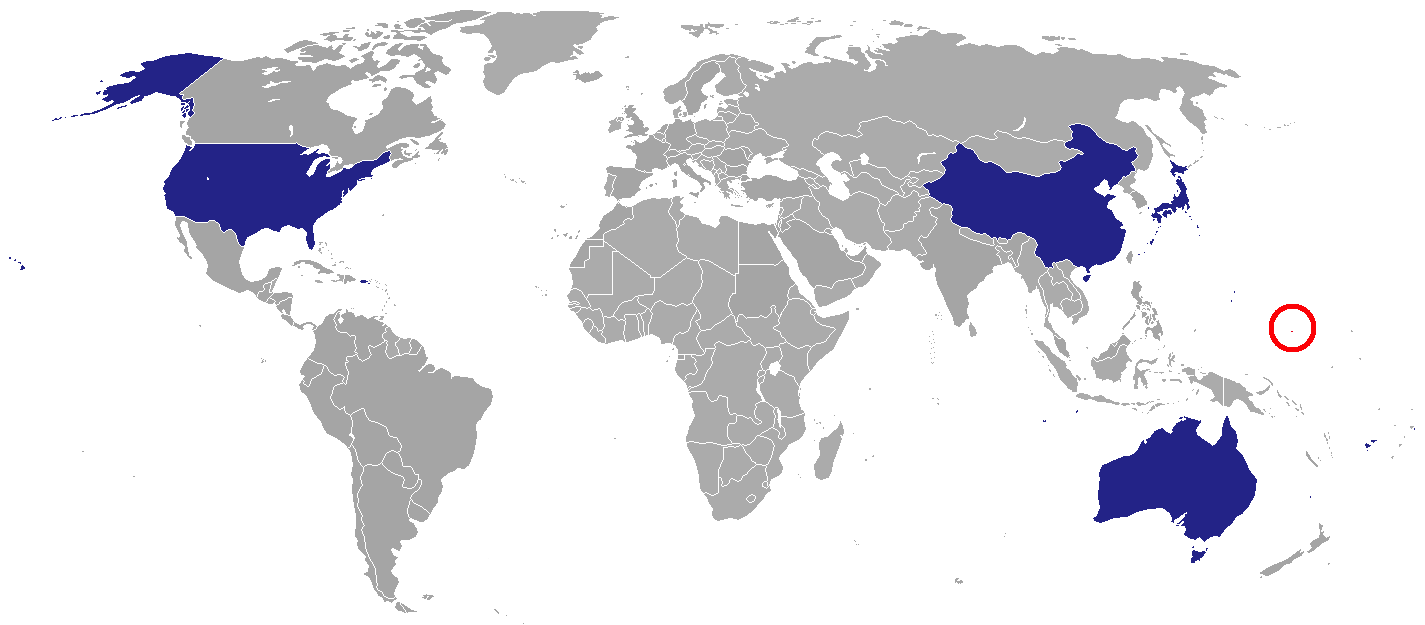
Standorte der diplomatischen Vertretungen Mikronesiens

Dies ist eine Liste der diplomatischen und konsularischen Vertretungen Mikronesiens.

## Diplomatische und konsularische Vertretungen

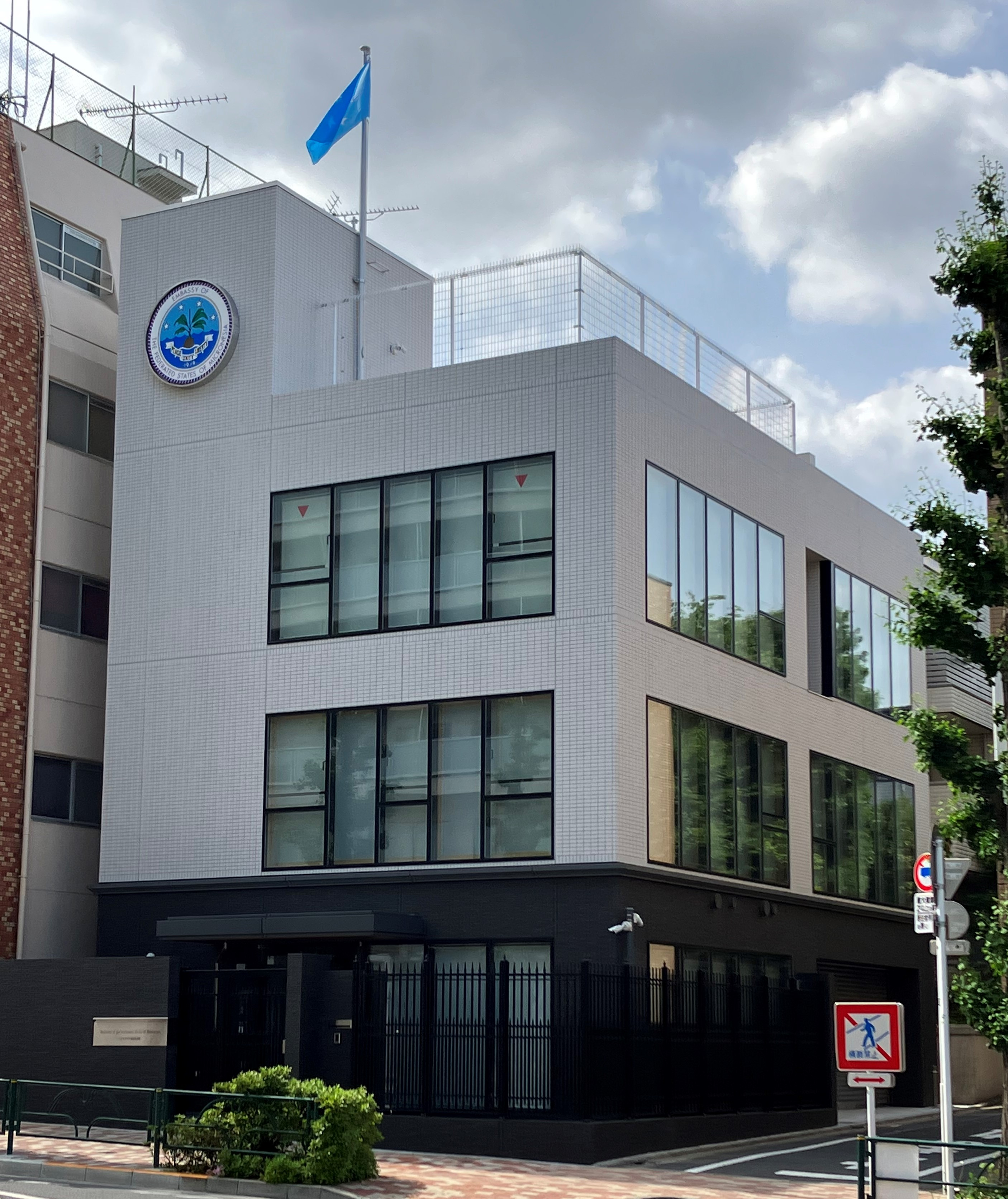
Botschaft Mikronesiens in Tokio

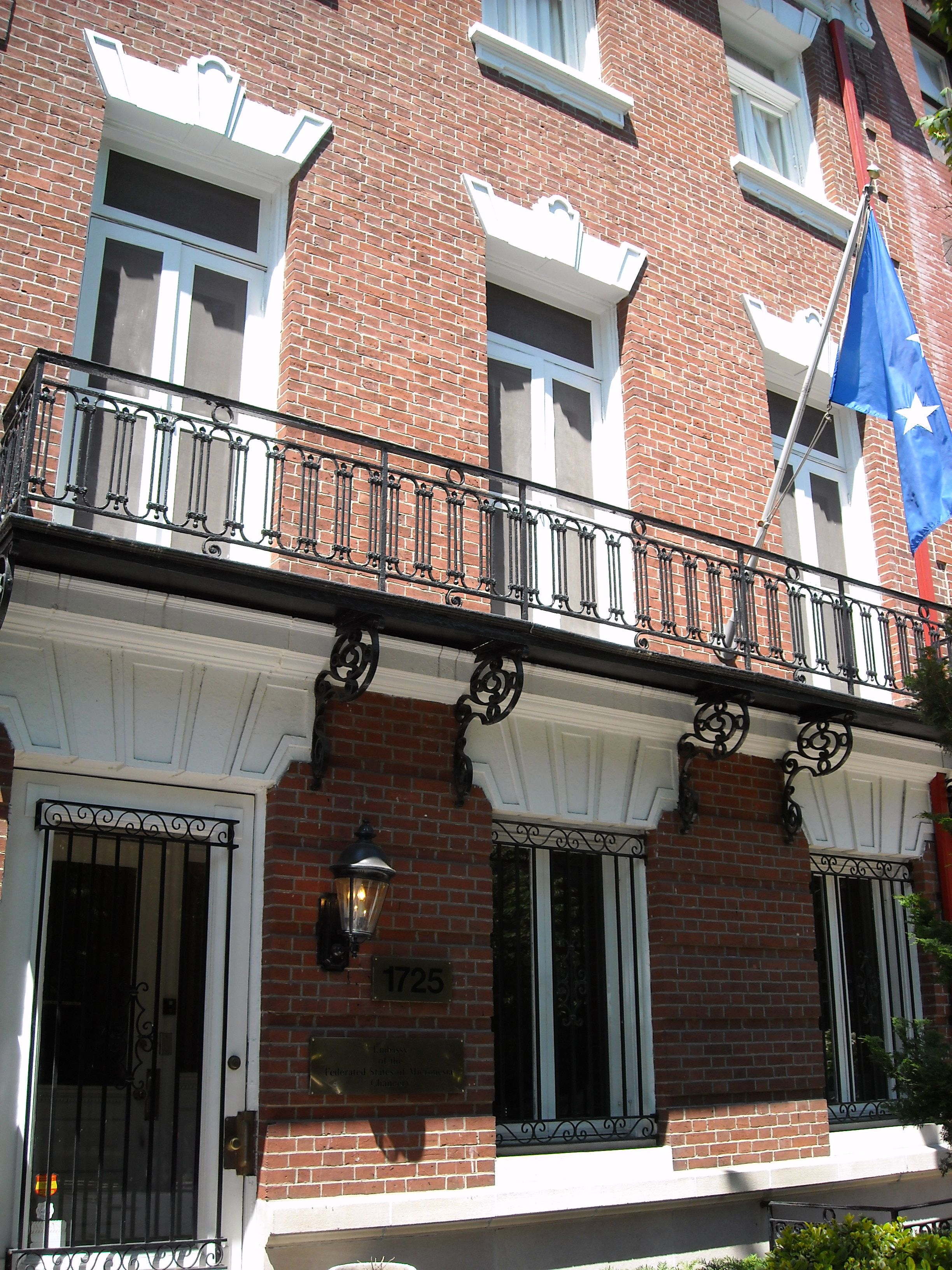
Botschaft Mikronesiens in Washington, D.C.

### Asien
- Volksrepublik China: Peking, Botschaft
- Japan: Tokio, Botschaft

### Australien und Ozeanien
- Fidschi: Suva, Botschaft
- Vereinigte Staaten: Tamuning, Guam, Generalkonsulat

### Nordamerika
- Vereinigte Staaten: Washington, D.C., Botschaft
- Vereinigte Staaten: Honolulu, Generalkonsulat

## Vertretungen bei internationalen Organisationen
- Vereinte Nationen: New York, Mission